# Armin de Meijere

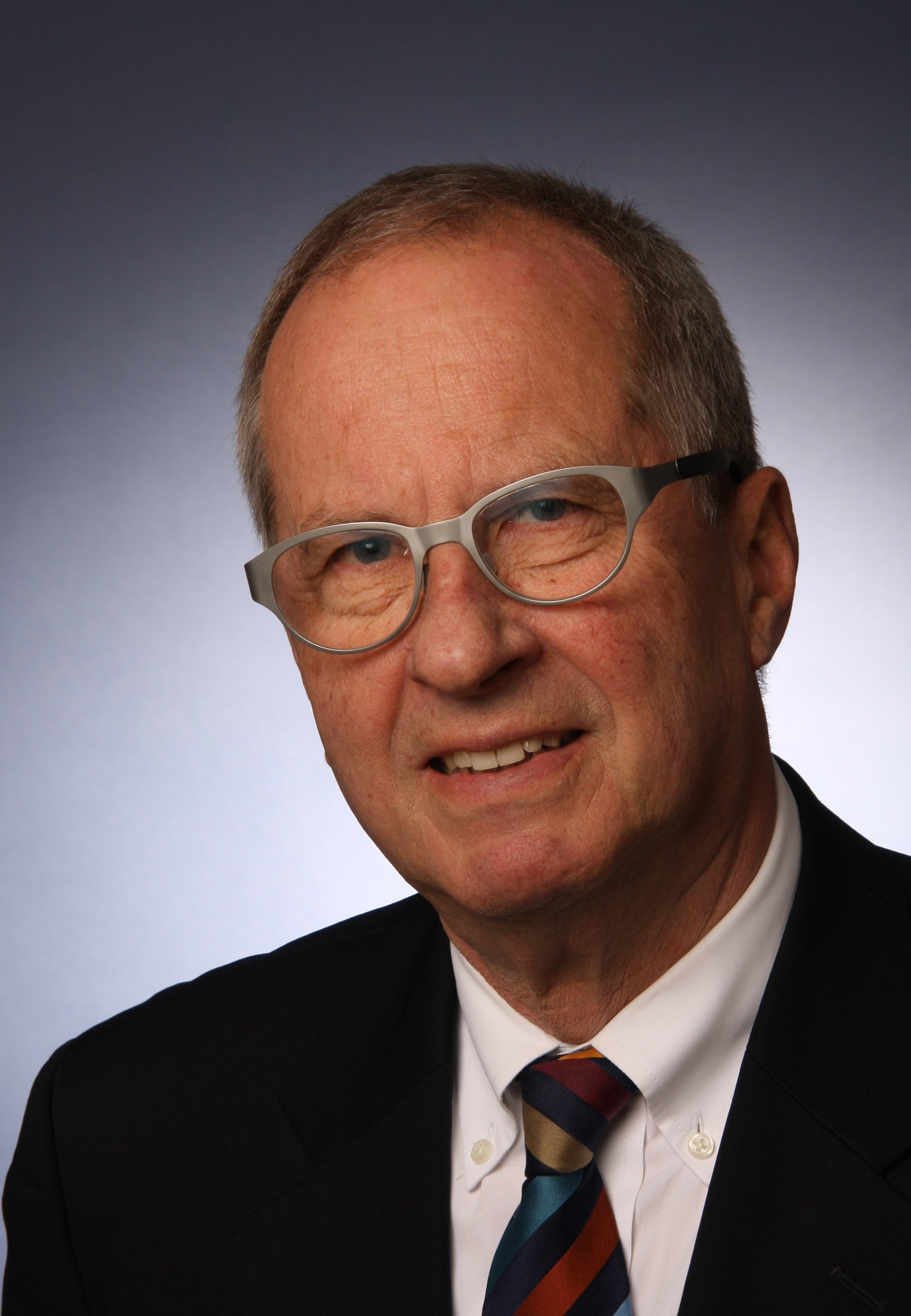
Armin de Meijere (2012)

Armin de Meijere (* 18. Mai 1939 in Homberg am Niederrhein) ist ein deutscher Chemiker.

## Leben
Armin de Meijere studierte in Freiburg im Breisgau und Göttingen Chemie und promovierte 1966 bei Wolfgang Lüttke mit der Arbeit Die Konformationen der niederen Biscycloalkyle. Untersuchgn. mit Hilfe d. Schwingungsspektroskopie, d. kern-magnet. Resonanz- u. d. Elektronenbeugungs-Methode. Nach zweijähriger Postdoc-Zeit bei Kenneth B. Wiberg an der Yale University habilitierte er 1971  über „Darstellung und Eigenschaften neuer Kleinringverbindungen“ und wurde 1974 außerplanmäßiger Professor in Göttingen. 1977 erfolgte die Berufung auf eine C4-Professur in Hamburg. 1989 trat er die Nachfolge seines Doktorvaters Lüttke in Göttingen an.
De Meijeres Forschungsgebiete sind die Entwicklung neuer übergangsmetallvermittelter und -katalysierter Reaktionen zur hocheffizienten Synthese komplexer organischer Moleküle mit Wirkstoffcharakter oder von bindungstheoretischem Interesse, wie etwa [2.2]Paracyclophandiene oder Oligocyclopropan-Aggregate. Er fand Palladium-katalysierte Dominoreaktionen und löste das sogenannte Acepentalen-Problem.
Bis heute hat er mehr als 700 wissenschaftliche Publikationen geschrieben und über 630 Gastvorträge gehalten. In seinem Arbeitskreis haben insgesamt 158 Doktoranden sowie 80 Postdoktoranden und Wissenschaftler gearbeitet. Zehn Prozent seiner ehemaligen Mitarbeiter haben selber eine dauerhafte Hochschullaufbahn eingeschlagen. 1996 erhielt er den Gay-Lussac-Humboldt-Preis. Sein chemisches Wirken wurde 2005 mit der Adolf-von-Baeyer-Denkmünze der Gesellschaft Deutscher Chemiker ausgezeichnet. 2009 erhielt er die Ehrendoktorwürde der Russischen Akademie der Wissenschaften.
De Meijere ist verheiratet und hat zwei erwachsene Kinder.

## Veröffentlichungen (Auswahl wichtiger Arbeiten)
- L.-U. Meyer, A. de Meijere: Gold Catalyzed Rearrangements of Strained Small Ring Hydrocarbons, Tetrahedron Lett. 1976, 497–500.
- A. de Meijere: Bindungseigenschaften des Cyclopropans und chemische Konsequenzen / Bonding Properties of Cyclopropane and Their Chemical Consequences,  Angew. Chem. 1979, 91, 867–884, doi:10.1002/ange.19790911104; Angew. Chem. Int. Ed. Engl. 1979, 18, 809–826.
- D. Kaufmann, O. Schallner, L.-U. Meyer, H.-H. Fick, A. de Meijere: Diademan und Strukturverwandte, II – Katalysierte Umlagerungen und Hydrierungen,  Chem. Ber. 1983, 116, 1377–1385, doi:10.1002/cber.19831160412.
- S. I. Kozhushkov, T. Haumann, R. Boese, A. de Meijere: Perspirocyclopropaniertes [3]Rotan – Ausschnitt aus einem Kohlenstoffnetzwerk mit Spirocyclopropan-Einheiten? /  Perspirocyclopropanated [3]Rotane – A Section of a Carbon Network Containing Spirocyclopropane Units?, Angew. Chem. 1993, 105, 426–429; Angew. Chem. Int. Ed. Engl. 1993, 32, 401–403.
- A. de Meijere, S. I. Kozhushkov, C. Puls, T. Haumann, R. Boese, M. J. Cooney, L. T. Scott:  Hexaspiro[2.4.2.4.2.4.2.4.2.4.2.4]dotetraconta-4,6,11,13,18,20,25,27,32,34,39,41-dodecain – ein explodierendes [6]Rotan / Hexaspiro[2.4.2.4.2.4.2.4.2.4.2.4]dotetraconta-4,6,11,13,18,20,25,27,32,34,39,41-dodecayne – An Exploding [6]Rotane, Angew. Chem. 1994, 106, 934–936; Angew. Chem. Int. Ed. Engl. 1994, 33, 869–871, doi:10.1002/anie.199408691.
- A. de Meijere, F. E. Meyer: Kleider machen Leute: Heck-Reaktion im neuen Gewand / Fine Feathers Make Fine Birds: The Heck Reaction in Modern Garb,  Angew. Chem. 1994, 106, 2473–2506, doi:10.1002/ange.19941062307; Angew. Chem. Int. Ed. Engl. 1994, 33, 2379–2411.
- R. Haag, D. Schröder, T. Zywietz, H. Jiao, H. Schwarz, P. von Ragué Schleyer, A. de Meijere: Das lange nicht faßbare Acepentalen – experimentelle und theoretische Belege für seine Existenz /  The Long Elusive Acepentalene – Experimental and Theoretical Evidence for its Existence, Angew. Chem. 1996, 108, 1413–1416; Angew. Chem. Int. Ed. Engl. 1996, 35, 1317–1319.
- A. de Meijere, P. von Zezschwitz, S. Bräse: The Virtue of Palladium-Catalyzed Domino Reactions – Diverse Oligocyclizations of Acyclic 2-Bromoenynes and 2-Bromoenediynes, Acc. Chem. Res. 2005, 38, 413–422, doi:10.1021/ar980025r.
- A. de Meijere, S. I. Kozhushkov, H. Schill: Three-Membered Ring-Based Molecular Architectures, Chem. Rev. 2006, 106, 4926–4996, doi:10.1021/cr0505369.
- A. de Meijere, V. Chaplinski, H. Winsel, M. Kordes, B. Stecker, V. Gazizova, A. I. Savchenko, F. Schill (neé Brackmann): Part 156 in the series Cyclopropyl Building Blocks for Organic Synthesis: Cyclopropylamines from N,N-Dialkylcarboxamides and Grignard Reagents in the Presence Ti(OiPr)4 or MeTi(OiPr)3,  Chem. Eur. J. 2010, 16, 13862–13875, doi:10.1002/chem.201001550.